# Metaloba argante
Metaloba argante är en fjärilsart som beskrevs av Druce 1897. Metaloba argante ingår i släktet Metaloba och familjen björnspinnare. Inga underarter finns listade i Catalogue of Life.